# Affäre Magolsheim
Die Affäre Magolsheim bezeichnet einen Fall von Landfriedensbruch im Jahr 1957. Dabei haben Einwohner des Dorfes Magolsheim (heute ein Stadtteil von Münsingen) das Haus einer Sinti-Familie komplett zerstört. Die Affäre Magolsheim war eines der deutlichsten Zeichen dafür, dass es auch nach dem Nationalsozialismus noch vehementen Antiziganismus in Deutschland gab.

## Geschichte
Eine Sinti-Familie hatte 1957 in der kleinen Gemeinde Magolsheim ein Haus erworben. Das Geld war ihr vom Bürgermeister der Gemeinde Herrlingen unter der Bedingung zur Verfügung gestellt worden, dass sie die Stadt verließen.
Die Gemeinde Magolsheim hatte erfolglos versucht, den Einzug der Familie auf legalem Weg zu verhindern. Am Abend des 3. Juni 1957, bevor die Familie einziehen sollte, versammelten sich die Einwohner, um zu beratschlagen, wie sie den Umzug der Familie verhindern können. Der Satz „Reißt doch das Haus nieder!“ soll gefallen sein, sodass gegen 22 oder 23 Uhr eine Gruppe von mehreren Dutzend Dorfbewohnerinnen und Dorfbewohnern loszog, um das zweistöckige Wohnhaus gemeinsam bis auf die Grundmauern einzureißen. Dazu benutzten sie Traktoren. Die Beteiligten wurden in Gruppen organisiert: Eine entfernte das Dach, eine andere zerstörte Fenster und Türen, eine dritte riss die Außenmauern ein, und die vierte räumte den Schutt weg. 
Am nächsten Morgen musste die Sinti-Familie ihren Einzug abbrechen.
Es wurden 31 Personen vor der Großen Strafkammer des Landgerichts Tübingen angeklagt. Die Anklage lautete auf gemeinschaftlich begangenen Landfriedensbruch und Zerstörung von Gebäuden. Die Verhandlung fand am 15. März 1958 im Sitzungssaal des Landratsamtes Münsingen statt. Unter den Angeklagten war auch der Bürgermeister Anton Wassner, die Gastwirte, die Freibier gespendet hatten, und der Lehrer. Ein Jugendlicher musste drei Wochen Arrest absitzen, die weiteren Angeklagten wurden zu einer dreijährigen Bewährungsstrafe verurteilt. Zur Strafe gehörte auch, dass die Gemeinde Magolsheim die 14 000 Mark für das nicht mehr existente Haus in der Hauptstraße an die Gemeinde Herrlingen zurückzahlen musste. Mit diesem Geld baute die Gemeinde Herrlingen ein neues Haus für die Sinti-Familie.
Für die Angeklagten sprangen Abgeordnete des Landtages und des Bundestages in die Bresche. Zu ihnen gehörte auch der CDU-Landtagsabgeordnete Tiberius Fundel, der die Täter im Landtag verteidigte und dabei äußerte, dass der Aufenthalt einer großen Sinti-Familie für ein kleines Dorf wie Magolsheim eine erhebliche Belästigung darstelle. Er argumentierte unter anderem, dass die Sinti sich nicht an die Lebensweise der Dorfbewohner anpassen könnten. Die verurteilten 31 Bürger Magolsheims stellten sich nach der Urteilsverkündigung vor dem Gebäude des Landratsamtes in Münsingen „mit zufriedenen Gesichtern zu einer Gruppenaufnahme in Positur“.
Die Affäre Magolsheim ist kein Einzelfall, sondern Teil eines größeren Musters von Diskriminierung gegenüber Sinti und Roma in der Nachkriegszeit. Staatliche Institutionen führten Praktiken aus der NS-Zeit fort, wie die Einrichtung spezieller Meldestellen für „Zigeunerdelikte“. Auch die Justiz zeigte Vorurteile, indem sie beispielsweise Entschädigungsansprüche von Sinti und Roma ablehnte.